# Fives DMS
Pour les articles homonymes, voir Dujardin et DMS.
La Société des moteurs Dujardin est un fabricant français de machines à vapeur, de compresseurs et de moteurs Diesel. Fondée à Lille en 1872, devenu DMS en 1972 par la fusion des entreprises Dujardin, Montbard et Somenor, puis Fives DMS en 2007.
L’entreprise est spécialisée dans la conception et la réalisation de lignes de traitement et de revêtement de bande d’acier et d’équipements mécaniques associés ainsi que de laminage à froid pour les aciers inoxydables et au silicium.

## Histoire
Dujardin & Cie est une société fondée en 1867 par Albert Dujardin, ingénieur-constructeur rue Brûle Maison à Lille, fabricant de moteurs à vapeur perfectionnés, compresseurs d’air, moteurs pour laminoirs, moteurs électrogènes. Albert Dujardin a été longtemps membre bienfaiteur de l'Association des ingénieurs de l'Institut industriel du Nord (École centrale de Lille).
Dujardin est célèbre pour « la mise au point d'une turbine à vapeur de 800 chevaux. »
La Société des moteurs Dujardin étend ses activités et devient au début du XXe siècle un grand fabricant de matériel de levage, moteurs à vapeur et compresseurs.
« La société DMS (Dujardin-Montbard-Somenor) est créée en 1972 par apport de la société Dujardin à Lille construisant à son origine des machines à vapeur, puis des compresseurs et moteurs Diesel et, à partir de 1950, des lignes de parachèvement de tôles (...) la Société de Construction de Montbard fondée en 1963 par Vallourec, la Société Métallurgique du Nord fondée en 1950 ».
En 1972, l'entreprise devient DMS par la fusion des entreprises Dujardin, Montbard et Somenor.
En 2007, l'entreprise devient Fives DMS et se spécialise dans la conception et la réalisation de lignes de traitement et de revêtement de bande d’acier et d’équipements mécaniques associés ainsi que de laminage à froid pour les aciers inoxydables et au silicium.

### Premières productions
À l'origine, l'établissement Dujardin & Cie fabrique des articles de filatures et de peignage dont les produits sont présents à l'Exposition de Vienne en 1872. Albert Dujardin y obtient une médaille de mérite et son exposition fut acquise par le Musée Technique de Vienne.
En 1873, la société entreprit la construction des appareils de sucrerie et spécialement de presses continues à extraire le jus de betteraves. Elle breveta en 1876 une presse continue qui obtint un grand succès en France et valut à son fondateur une médaille d'or spéciale du Comité des Fabricants de sucre de France.
En 1877, M. Dujardin inventa un important perfectionnement aux machines à peigner système Heilmann, au point de vue du travail des filaments longs et particulièrement de l'étoupe de lin; il construisit un grand nombre de ces machines.
Ce perfectionnement fut adopté par la Société Alsacienne de Constructions mécaniques de Mulhouse pour ses peigneuses Hoffermann-Ziegler, répandues ensuite dans toute l'Europe.
Entretemps, la maison s'occupait de la construction de moteurs à vapeur, de turbines hydrauliques, des élévations d'eau, etc, attendant le moment favorable pour s'adonner à la construction des moteurs à vapeur.

## Construction de moteurs à vapeur
En 1886, les principaux brevets Corliss, Suzler et Wheelock étant tombés dans le domaine public, M Dujardin estima le moment venu de mettre son projet à exécution et, transformant ses ateliers et son outillage pour les approprier à la construction des moteurs à vapeur, il se consacra à ce genre de construction à l'exclusion de tout autre.
En 1887, M Dujardin breveta un système de distribution à longue admission, condition essentielle des moteurs à multiples expansions et débuta par la construction de trois moteurs Compound, dont un de 500 chevaux et deux de 900 chevaux (fonctionnant de jour comme de nuit de 1887 au début des années 1900).
Partisan des multiples expansions, M. Dujardin construisit, en 1892, un premier moteur à triple expansion de 1 000 chevaux pour la glacerie de Montluçon, de la Société de Saint-Gobain. Ce moteur, ayant donné d'excellent résultat lors de son fonctionnement jour et nuit, prit place dans la construction habituelle de la Maison pour les plus importants moteurs.
Le 6 juin 1898, furent réunis dans le cadre d'une fête du travail les chefs et les ouvriers pour célébrer l'inscription du 100.000 cheval au livre des commandes (ie. la somme des commandes passées atteignait en cumulé la puissance moteur de 100.000 chevaux)

### 1899. Création d'une nouvelle usine
Pressentant l'avenir des moteurs électrogènes, M. Dujardin doubla son établissement afin de pouvoir donner plus d'extension à la construction des moteurs à triple extension dont il a généralisé l'emploi seul entre les constructeurs français alors que les étrangers étaient déjà entrés résolument dans cette voie.
L'entreprise a alors vendu 51 moteurs à triple expansion représentant ensemble une force de 53.000 chevaux.

## Réalisations remarquables
Pour la compagnie Générale des Omnibus : 7 moteurs de 900 chevaux chacun
Pour la Compagnie Française pour l'Exploitation des Procédés Thomson-Houston (traction électrique des trains de la Compagnie d'Orléans, de la gare d'Orléans au quai d'Orsay) : 2 moteurs de 1.700 chevaux.
Pour la Cie Générale de Traction (traction électrique de la nouvelle ligne de la Cie des Chemins de Fer de l'Ouest, Paris-Versailles) : 6 moteurs de 1.350 chevaux chacun. (Un de ces moteurs fit fonctionner le trottoir roulant et le chemin de fer de l'Exposition).
Pour la Cie Générale de Traction (Cie des Tramways de l'Est-Parisien) : 7 moteurs de 1.350 chevaux chacun.
Pour la Société Schneider & Cie(Cie Continentale Edison) : 2 moteurs de 1.700 chevaux chacun.
Pour la Cie Française pour l'Exploitation des Procédés Thomson-Houston (Cie Générale Parisienne des Tramways) : 5 moteurs de 300 chevaux chacun.
Pour la Cie des Forges de Châtillon, Commentry et Neuves-Maisons (conduite d'un train de blindages) : 1 moteur développant jusque 3.500 chevaux.
Pour la société Générale des Hauts-Fourneaux, Forges et Aciéries en Russie : 1 moteur tandem, à manivelle, développant jusqu'à 2.500 chevaux.